# Макаровский сельсовет (Курская область)
Мака́ровский сельсовет — муниципальное образование со статусом сельского поселения в Курчатовском районе Курской области Российской Федерации.
Административный центр — село Макаровка.

## История
Статус и границы сельсовета установлены Законом Курской области от 21 октября 2004 года № 48-ЗКО «О муниципальных образованиях Курской области».
Законом Курской области от 26 апреля 2010 года № 26-ЗКО в состав сельсовета включены населённые пункты упразднённого Дроняевского сельсовета.

## Население
| 2002  | 2010  | 2012  | 2013  | 2014  | 2015  | 2016  |
| ----- | ----- | ----- | ----- | ----- | ----- | ----- |
| 737   | ↗1121 | ↗1137 | ↗1172 | ↗1216 | ↘1213 | ↘1210 |
| 2017  | 2018  | 2019  | 2020  | 2021  |       |       |
| ↗1223 | ↗1233 | ↘1162 | ↘1143 | ↘965  |       |       |

## Состав сельского поселения
| №  | Населённый пункт | Тип населённого пункта       | Население |
| -- | ---------------- | ---------------------------- | --------- |
| 1  | Александровский  | хутор                        | ↘3        |
| 2  | Гупово           | деревня                      | ↘28       |
| 3  | Дроняево         | село                         | ↘289      |
| 4  | Дроняевский      | хутор                        | ↘29       |
| 5  | Золотухино       | хутор                        | ↘7        |
| 6  | Кабановка        | деревня                      | ↘27       |
| 7  | Кожля            | деревня                      | ↘18       |
| 8  | Красный Хутор    | посёлок                      | ↘0        |
| 9  | Макаровка        | село, административный центр | ↘615      |
| 10 | Мосолово         | деревня                      | ↘105      |